# Álftavatnshæðir
Álftavatnshæðir är kullar i republiken Island. De ligger i regionen Austurland, 300 km öster om huvudstaden Reykjavík.
Álftavatnshæðir sträcker sig 37 km i sydvästlig-nordostlig riktning. Den högsta toppen är Skálafell, 712 meter över havet.
Topografiskt ingår följande toppar i Álftavatnshæðir:
- Bugalda
- Digrihóll
- Fjórðungsháls
- Grjótháls
- Ketilhraun
- Krossvatnshæðir
- Miðheiðarháls
- Skálafell
- Stóraöxl
- Stórhóll
- Svartalda
- Vegups